# Lliga somali de futbol
La lliga somali de futbol és la màxima competició futbolística de Somàlia. Fou creada l'any 1967.

## Clubs participants temporada 2018–19
| Club                | Seu       | Estadi            |
| ------------------- | --------- | ----------------- |
| Benadir SC          | Mogadishu | Estadi Mogadiscio |
| Dekedda FC          | Mogadishu | Estadi Banadir    |
| Elman FC            | Mogadishu | Estadi Mogadiscio |
| Gaadiidka FC        | Mogadishu | Estadi Banadir    |
| Heegan FC           | Mogadishu | Estadi Banadir    |
| Horseed FC          | Horseed   | Estadi Horseed    |
| Jeenyo United FC    | Mogadishu | Estadi Banadir    |
| Jazeera Sports Club | Mogadishu | Estadi Banadir    |
| Madbacada FC        | Mogadishu | Estadi Banadir    |
| Midnimo FC          | Mogadishu | Estadi Banadir    |

## Historial
Font:
Colònia italiana
- 1933: Comando Marina
- 1934-1936: desconegut
- 1937: AC Amaruini
- 1938: AC Amaruini
- 1939: Arabe
- 1939-40: desconegut
- 1941-1946: no es disputà
- 1946-47: AC Mogadiscio
- 1948-1950: desconegut

Protectorat ONU
- 1950-51: no es disputà
- 1952: SC Genio Officina / Jeenyo LLPP
- 1953-54: AS Corpo di Polizia / SC Polizia
- 1954-55: Autoparco / Gaadiidka
- 1955-56: Autoparco / Gaadiidka
- 1956-57: Autoparco / Gaadiidka
- 1957-58: AS Mogadiscio
- 1958-59: desconegut
- 1959-60: Lavori Publici / Jeenyo LLPP

Des de la Independència
- 1961-1966: desconegut
- 1967:  Somali Police / Booliska (1)
- 1968:  Hoga / Xoogga (1)
- 1969:  Lavori Publici / Jeenyo LLPP (1)
- 1970:  Lavori Publici / Jeenyo LLPP (2)
- 1971:  Lavori Publici / Jeenyo LLPP (3)
- 1971-72:  Horseed FC (1)
- 1972-73:  Horseed FC (2)
- 1973-74:  Horseed FC (3)
- 1974-75: desconegut
- 1975-76:  Mogadishu Municipality (1)
- 1976-77:  Horseed FC (4)
- 1977-78:  Horseed FC (5)
- 1978-79:  Horseed FC (6)
- 1979-80:  Horseed FC (7)
- 1980-81:  Lavori Publici / Jeenyo LLPP (4)
- 1982:  Wagad (1)
- 1983:  N. Printing Agency / Madbacadda Qaranka (1)
- 1984:  Marine Club / Badda (1)
- 1985:  Wagad (2)
- 1986:  Mogadishu Municipality (2)
- 1987:  Wagad (3)
- 1988:  Wagad (4)
- 1989:  Mogadishu Municipality (3)
- 1990:  Gaadiidka FC (1)
- 1991-1993: No es disputà
- 1994:  Morris Supplies / Shirkadda Morris (1)
- 1995:  Alba CF (1)
- 1996-1997: No es disputà
- 1998:  Ports Authority / Dekedaha Naadiga (1)
- 1999:  Banaadir Telecom FC (4)
- 2000:  Elman FC (1)
- 2001:  Elman FC (2)
- 2002:  Elman FC (3)
- 2003:  Elman FC (4)
- 2004-06:  Banaadir Telecom FC (5)
- 2007:  Ports Authority / Dekedaha Naadiga (2)
- 2008-2009: Desconegut
- 2009-10:  Banaadir Telecom FC (6)
- 2011:  Elman FC (5)
- 2012:  Elman FC (6)
- 2013-14:  Banaadir Telecom FC (7)
- 2014-15:  Heegan FC (2)
- 2015-16:  Banaadir Telecom FC (8)
- 2016-17:  Dekedaha FC (3)
- 2018:  Dekedaha FC (4)
- 2019:  Dekedaha FC (5)
- 2019-20:  Mogadishu City Club (9)
- 2020-21:  Horseed FC (8)
- 2021-22:  Gaadiidka FC (2)